# Telescopio de Maksútov

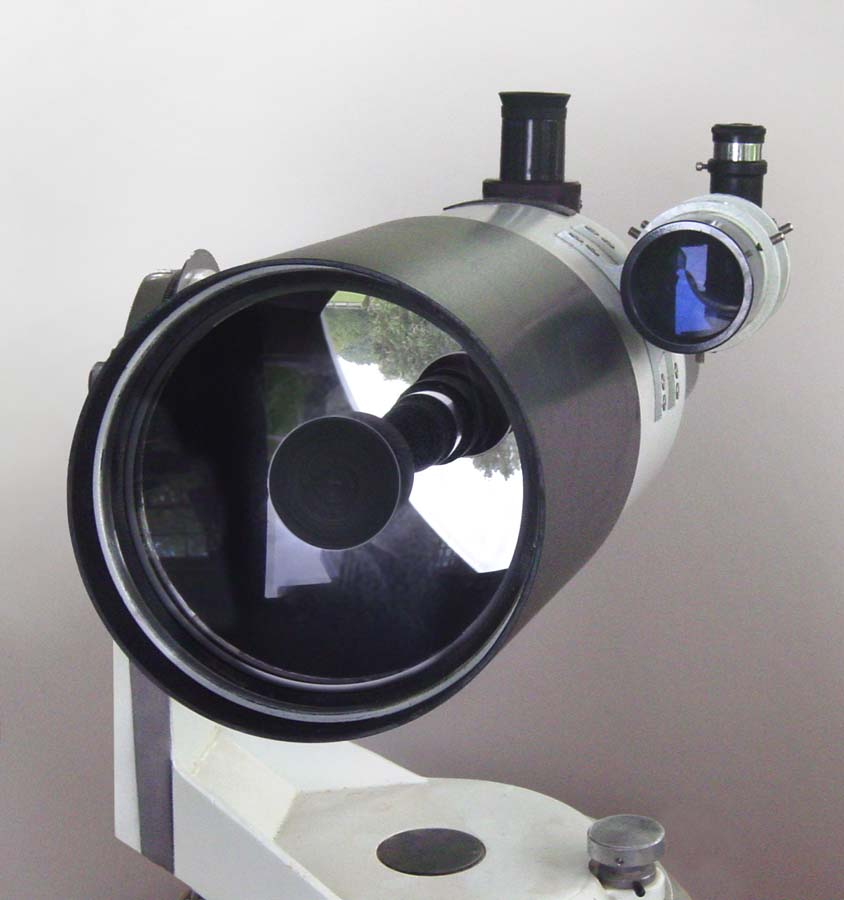
Un telescopio Maksútov-Cassegrain de apertura de 150mm.

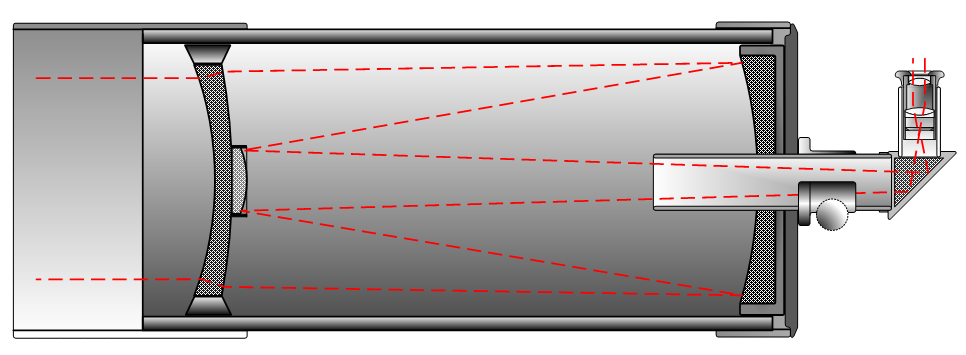
Diagrama del recorrido de la luz en un telescopio Maksútov-Cassegrain.

El telescopio de Maksútov es un tipo de telescopio catadióptrico o reflector que se caracteriza porque emplea una lente correctora cóncava de menisco negativo en la pupila de entrada del aparato que corrige los problemas de aberración periférica presentes en los telescopios reflectores. Fue inventado por el óptico soviético Dmitri Dmítrievich Maksútov en 1941 como una variación del diseño de la cámara de Schmidt.

## Historia
La idea de emplear una lente de menisco para corregir la aberración se remonta a 1814, con diseños como los del telescopio de W. F. Hamilton o el espejo de Mangin. Tras la invención de la cámara de Schmidt varios científicos intentaron crear algún diseño que sustituyera la complicada lente correctora de Schmidt. Según Maksútov, el diseño de su telescopio se le ocurrió en plena Segunda Guerra Mundial, mientras viajaba en un tren de refugiados que huían de Leningrado ante el avance de las tropas alemanas. Ideó la patente hacia mediados de 1941 y en octubre de ese mismo año fabricó un prototipo de configuración gregoriana.
En la década de los 50, Federico Rutllant, antiguo director del Observatorio Astronómico Nacional de Chile, firmó una serie de convenios con diversas instituciones extranjeras, para impulsar los estudios de astronomía en el país. En 1960 Rutllant contactó a los astrónomos del Observatorio Púlkovo en la URSS, dos años más adelante, llegaría a Chile la primera delegación soviética encabezada por Mitrofan Zverev para compartir sus conocimientos. Gracias al convenio firmado entre la Universidad de Chile y la Academia de Ciencias de la Unión Soviética, los rusos trajeron sus equipos al país e iniciaron las observaciones conjuntas. Lamentablemente los trabajos se suspendieron en consecuencia del Golpe de Estado en 1973, momento en que los científicos soviéticos se vieron obligados a abandonar Chile.
José Maza, astrónomo de la Facultad de Ciencias Físicas de la Universidad de Chile y Premio Nacional de Ciencias Exactas, volvería en 1979 de su doctorado en Canadá para ser usuario del Maksútov. «Durante la dictadura, mantener el funcionamiento del observatorio fue una dura tarea, puesto que previo a esta, los rusos traían repuestos y técnicos desde su país. Con el golpe, los astrónomos chilenos tuvieron que aprender a mantener el telescopio, gracias a la ayuda de Marina Wischnjewsky, astrónoma del Observatorio en Cerro Calán, se pudieron traducir los manuales y planos para que funcionara», relata Maza a RBTH. Ese mismo año, el Observatorio Púlkovo envió una misión a Chile para revisarlo y así reactivar las relaciones entre los astrónomos de ambos países. Para ello, contaron con el apoyo del rector de la Universidad de Chile, quien firmaría el memorándum de entendimiento para relanzar el convenio con sus pares en la Academia de Ciencias Rusa. «En el 2014 la embajada de Chile en Moscú nos invitó a visitar el Observatorio de Púlkovo, junto con el Dr. Guido Garay, director del Observatorio Astronómico Nacional, el Dr. Edgardo Costa, subdirector y yo como encargado del observatorio en Cerro El Roble. En enero de este año, también viajó a Chile el óptico ruso Yuri Kuzmin quien desmontó el espejo primario del telescopio. Posteriormente Edgardo Costa y yo lo llevamos al observatorio de Cerro Tololo para aluminizarlo. La idea era también instalar un sistema de control que permitiera manejar de forma remota el telescopio, sea desde Rusia o Chile. Recientemente la Fundación para la Ciencia y el Departamento de Energía de EE. UU., lanzaron en Chile la construcción del Telescopio para Rastreos o Sondeos Sinópticos en el Cerro Pachón, el proyecto estaría listo para el 2022. De ser así, el trabajo de los astrónomos se beneficiará, impulsando también el estudio de esta ciencia en Chile.

## Diseño
El telescopio de Maksútov emplea un espejo principal esférico y reemplaza la lente correctora de Schmidt por un elemento esférico, mucho más sencillo de fabricar. El corrector en este caso es un elemento fabricado de un único tipo de vidrio con un ligero menisco negativo. Debido a la simetría esférica de la óptica, esta corrige tanto la aberración esférica como la aberración cromática. 

### Variantes y diseños similares
En 1940, el óptico holandés Albert Bouwers presentó un diseño similar, conocido como telescopio de menisco de Bouwers con la diferencia de que la lente correctora era de tipo concéntrico (una sección de una esfera hueca) que elimina la aberración esférica pero carece de propiedades acromáticas por lo que solo es apropiado para astronomía monocroma. Posteriormente este diseño se mejoró con un doblete corrector. Debido al secreto impuesto por la guerra ambos inventores no conocieron los avances mutuos hasta acabada la contienda. Debido a su diseño común con una lente correctora de menisco esférico a estos telescopios se les denomina conjuntamente telescopios de menisco.
El Maksútov-Cassegrain es una configuración basada en el telescopio de Cassegrain en el que el espejo secundario es esférico, por lo que se aprovecha la curvatura interna de la lente correctora, estando el espejo formado por una sección metalizada en el centro de esta, lo que reduce el número de piezas y simplifica el diseño.

## Características
Debido a la apertura focal de este tipo de telescopios, proporcionan buena potencia de ampliación pero con un campo visual relativamente estrecho, por lo que no son apropiados para la astrofotografía de campo amplio, si bien son excelentes para la observación de elementos aislados como planetas o estrellas dobles. Son muy populares entre los astrónomos aficionados, ya que desde su invención su precio ha ido descendiendo paulatinamente y en la actualidad, desde ser modelos sumamente caros y especializados, gracias a modelos rusos y más recientemente chinos, están al alcance de la mayoría de los bolsillos.
La configuración de estos telescopios presenta un cuerpo sellado por la lente correctora y una óptica muy estable, por lo que son muy usados en aplicaciones militares y de otro tipo donde se requiera una óptica telescópica de calidad, resistente y con mantenimiento poco delicado.